# Down Hatherley
Down Hatherley est une paroisse civile et un village du Gloucestershire, en Angleterre.
Il est séparé du village de Innsworth par le ruisseau Hatherley.